# Michiko Shiokawa
Pour les articles homonymes, voir Shiokawa.
Michiko Shiokawa (塩川 美知子, Shiokawa Michiko), née le 26 janvier 1951, est une ancienne joueuse japonaise de volley-ball.
Elle est médaillée d'argent aux Jeux de 1972.

## Carrière
Michiko Shiokawa fait partie de l'équipe japonaise qui remporte la médaille d'argent aux Jeux de 1972, battue en finale par les Soviétiques. Elle est également médaillée d'argent aux Mondiaux 1970 et double médaillée d'or aux Jeux asiatiques en 1966 et 1970.

## Palmarès

### En équipe nationale
- Jeux olympiques
  -  1972 à Munich.

- Championnat du monde
  -  1970 à Varna.

- Jeux asiatiques
  -  1966 à Bangkok.
  -  1970 à Bangkok.

### En club
- Tournoi de Kurowashiki[3]
  - Finaliste : 1970.